# 루벤 리마르도
루벤 다리오 리마르도 가스콘(스페인어: Rubén Dario Limardo Gascón, 1985년 8월 3일~)은 베네수엘라의 펜싱 선수로 주 종목은 에페이다. 2012년 하계 올림픽 에페 개인전에서 금메달을 획득하였으며, 세계 선수권 대회에서 은메달 2개, 동메달 1개, 팬아메리칸 게임에서 금메달을 4개를 획득했다. 

## 경력

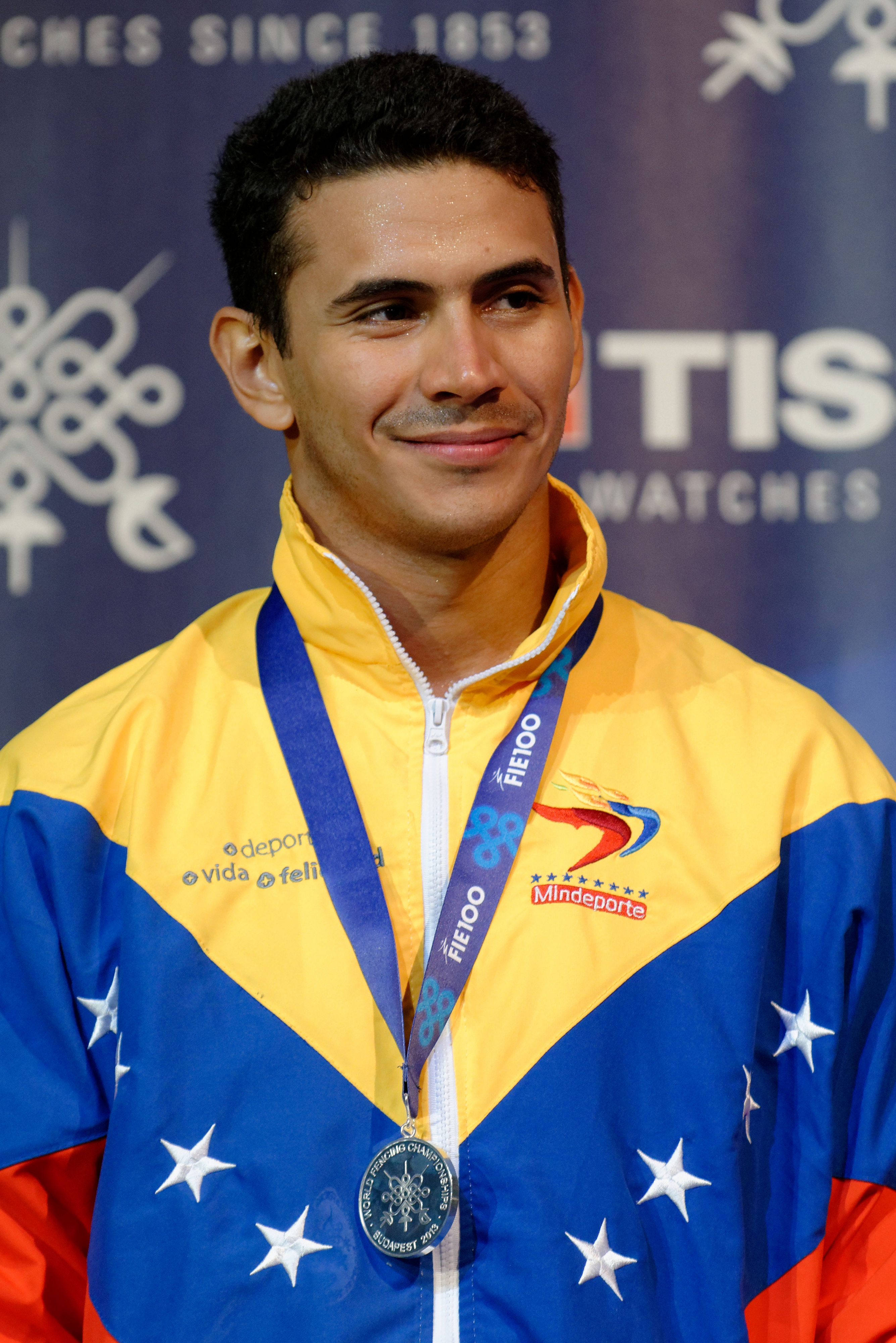
2013년 세계 선수권 대회 당시의 리마르도

1985년 시우다드볼리바르에서 태어났으며 7세때 펜싱 선수 출신인 삼촌 루페르토 가스콘의 권유로 펜싱을 시작했다. 이후 2000년에 베네수엘라 청소년 국가대표로 발탁되었고 2003년에 베네수엘라 성인 국가대표팀에 합류했다.
2008년 베이징에서 열린 2008년 하계 올림픽에 참가하였으나, 32강에서 탈락하였다.
리마르도는 4년 후인 2012년 8월 1일 런던의 엑셀 박람회관에서 열린 2012년 하계 올림픽의 에페 개인전에서 그의 27번째 생일을 이틀 앞두고 금메달을 획득하였다. 리마르도는 결승전에서 노르웨이국적의 폴란드인 바르토시 피아세츠키를 15대 10으로 제압하여, 베네수엘라의 올림픽 펜싱 역사상 첫 금메달을 차지하였다. 그의 금메달은 라몬 폰스트가 1904년 하계 올림픽의 에페 개인전에서 금메달을 딴 이래, 라틴아메리카의 108년만의 에페 개인전 금메달이었다.
리마르도의 금메달은 베네수엘라의 전 종목 통산 2호 금메달로, 베네수엘라 최초의 금메달리스트인 1968년 하계 올림픽 복싱 –48 kg 부문에서 우승한 프란시스코 로드리게스 이후 44년만에 획득한 올림픽 금메달이다.

## 개인사
남동생인 프란시스코와 헤수스도 베네수엘라 국가대표 펜싱 선수이다.